# Benigno di Digione
Benigno (in francese Bénigne, od anche Broingt, o Bénin; II secolo – Digione, 179) fu l'evangelizzatore della Borgogna, martirizzato a Digione e venerato come santo dalla Chiesa cattolica.

## Biografia

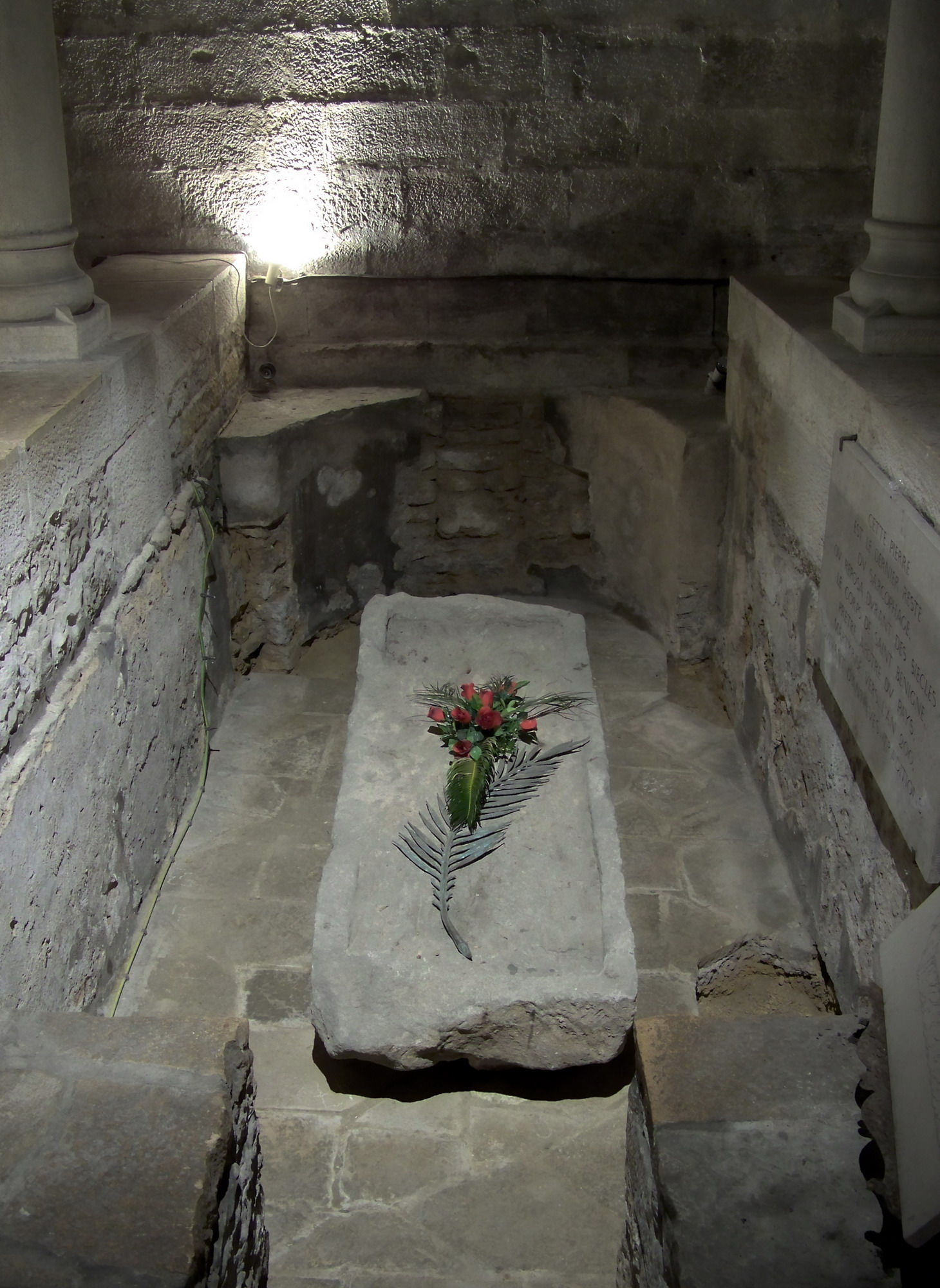
Sarcofago di San Benigno nella cattedrale di Digione

Apostolo della Borgogna, fu probabilmente discepolo di Policarpo di Smirne. Secondo la tradizione quest'ultimo lo inviò in Gallia con sant'Andoche, prete, e san Tirso, diacono, venerati a Saulieu come evangelizzatori e martiri.
Fu ricevuto ad Autun da san Fausto, padre di san Sinforiano, e dalla sua sorella santa Leonilla di Langres. Egli evangelizzò subito la città battezzando i tre gemelli, dopo di che giunse a Digione, ove subì il martirio. 

## Culto
Il famoso vescovo e storico  Gregorio di Tours narra che a Digione, nel tempo in cui era Vescovo di Langres suo nonno, anch'egli di nome Gregorio, esisteva un bellissimo sarcofago romano. Vescovo e clero erano persuasi che in quel sarcofago fosse sepolto un ricco pagano, ma della stessa opinione non erano i campagnoli, i quali, giungendo a Digione, non mancavano di pregare su quel monumento. Succedeva anche che, spesso, ottenessero quanto avevano chiesto: perciò ne ringraziavano l'ignoto spirito senza nome, ma sicuramente "benigno", cioè accondiscendente e benefico. Il Vescovo vedeva in tale devozione un pericoloso ritorno a pratiche pagane e superstiziose. Vietò il culto e vietò di chiamare lo sconosciuto col nome di Benigno. Un giorno, però, un giovane degno di fede gli riferì che un contadino, nonostante il divieto, aveva acceso una candela presso il sarcofago di marmo. Il giovane era andato per toglierla, ma un grosso serpente glielo aveva impedito. L'intransigenza del Vescovo subì poi il colpo di grazia quando venne a sapere, da pellegrini italiani, che esistevano vari martiri di nome Benigno. Così il misterioso sarcofago (scoperto secondo la tradizione nel 512) fu riconosciuto degno di  devozione e lo stesso vescovo Gregorio vi fece costruire sopra una chiesa nel 535,  che diverrà  l'Abbazia di San Benigno di Digione, che fu successivamente trasformata in cattedrale. Benigno è tuttora il santo patrono della città di Digione.
La chiesa di Thury-Harcourt (Calvados) e quella di Domblain (Alta Marna) sono a lui dedicate.
La sua Memoria liturgica cade il 1º novembre, ma la festa la si trova anche il 21 novembre, forse confondendo il culto con quello di san Benigno di Milano.

## Citazioni

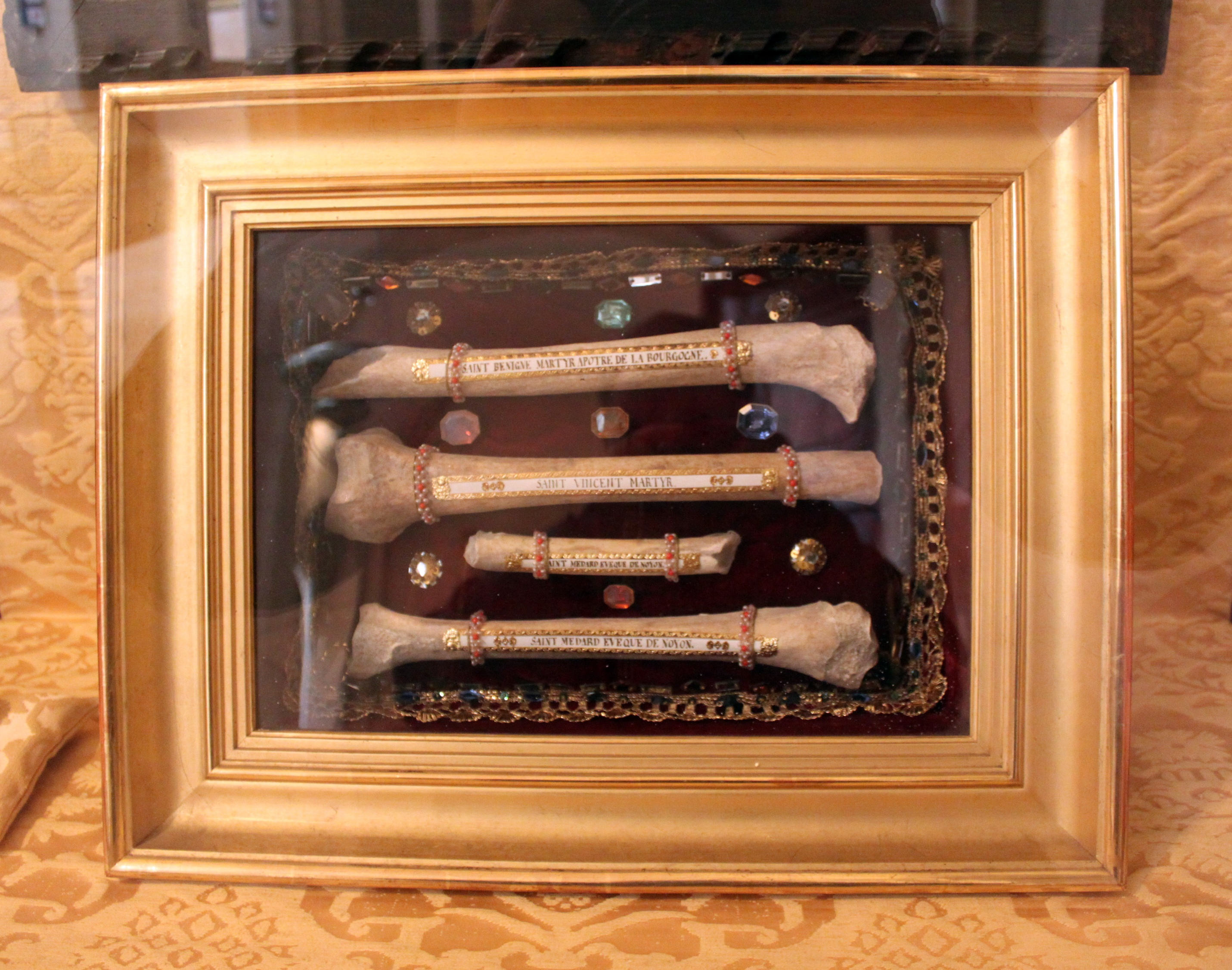
Reliquie del Santo al Museo d'Arte Sacra di Digione